# ماني بانر
ماني بانر (بالتاغالوغية: Manny Paner)‏ مواليد 17 مايو 1949 في مدينة سيبو، هو لاعب كرة سلة فلبيني سابق. بدأ مسيرته الاحترافية في سنة 1975. مثّل منتخب بلاده. شارك في دورة الألعاب الأولمبية الصيفية سنة 1972. حقق المركز الأول في بطولة أمم آسيا لكرة السلة 1973. اعتزل اللعب في 1986. لعب مع سان ميغيل بيرمن.

## سجل المنافسة
شارك في المنافسات التالية:
- بطولة أمم آسيا لكرة السلة 1973
- الألعاب الأولمبية الصيفية 1972

## الميداليات
| الميدالية | المسابقة                       |
| --------- | ------------------------------ |
| ذهبية     | بطولة أمم آسيا لكرة السلة 1973 |

## روابط خارجية
- ماني بانر على موقع الاتحاد الدولي لكرة السلة (الإنجليزية)
- ماني بانر على موقع سبورتس رفرنس (الإنجليزية)
- ماني بانر على موقع أوليمبيديا (الإنجليزية)